# Dora Montefiore

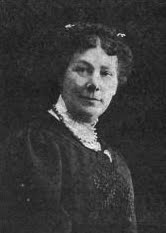
Dora Montefiore, op de cover van The Progressive Woman in augustus 1909

Dorothy (Dora) Frances Montefiore (geboren Fuller) (Coulsdon, 20 december 1851 – Hastings, 21 december 1933) was een Engels-Australische feminist, socialist en dichter.

## Jeugd en huwelijk
Montefiore werd geboren in Kenley Manor, bij Coulsdon, Surrey. Haar vader was Francis Fuller, een spoorwegingenieur die nauw betrokken was bij de Wereldtentoonstelling van 1851. Haar moeder was Mary Ann Fuller, de dochter van een vastgoedspeculant. Haar opvoeding kreeg ze van gouvernantes, privéleraren en Mrs Creswell's school in Brighton. Vanaf 1874 verbleef zij enige tijd in Sydney om de vrouw van haar broer te helpen. Ondertussen trouwde ze met de Joodse handelaar George Barrow Montefiore, met wie ze twee kinderen kreeg. 
In 1889 verdween haar man op zee. Daaropvolgend kwam ze erachter dat de dood van haar echtgenoot haar niet automatisch de voogdij over haar kinderen gaf en werd ze een voorvechtster voor vrouwenrechten. De eerste bijeenkomst van de vrouwenkiesrechtorganisatie van New South Wales werd op 29 maart 1891 bij haar thuis gehouden. In 1892 verliet ze Australië, waarna ze enkele jaren in Parijs woonde en uiteindelijk in Engeland bleef.

## Dichter, suffragette, socialist
Montefiore bracht in 1898 een versroman uit, getiteld Singings Through the Dark. Ze was betrokken bij de National Union of Women's Suffrage Societies van Millicent Fawcett en sloot zich aan bij de Women's Social and Political Union van Emmeline en Christabel Pankhurst. Later zou ze de WSPU weer verlaten vanwege de gewelddadige confrontaties met de politie waar Emmeline Pankhurst vaak bij betrokken was. In 1897 stelde ze voor de Women's Tax Resistance League op te richten. In 1906 protesteerde ze tegen het gebrek aan politieke vertegenwoordiging door haar belasting niet te betalen en zichzelf zes weken lang in haar huis te barricaderen tegen belastinginners, wat door de Tax Resistance League als publiciteitsmiddel werd ingezet. In oktober 1906 eiste ze stemrecht voor vrouwen in het Britse Lagerhuis en werd daarbij gearresteerd. Rond deze tijd sloot ze zich ook aan bij diverse socialistische organisaties, zoals de Women's Freedom League, the Social Democratic Federation en de British Socialist Party.
In 1907 werd ze door de Nederlandse Vereeniging voor Vrouwenkiesrecht uitgenodigd een serie lezingen te geven, waar haar verhalen over haar burgerlijke ongehoorzaamheid gemengde reacties losmaakten bij de Nederlandse feministen. Vooraanstaande feministen zoals Aletta Jacobs, Wilhelmina Drucker en Dora Haver waren van haar onder de indruk.

## Latere levensjaren
In 1910 keerde Montefiore terug naar Australië om haar zoon Gilbert op te zoeken. Terwijl ze daar was, nam ze de hoofdredactie van de International Socialist Review of Australasia over nadat de eigenaar van de krant ziek was geworden. In 1913 was ze betrokken bij een plan om kinderen uit Dublin, waar door stakingen de voorraden waren geslonken, naar Engeland te brengen. Dit plan werd door de aartsbisschop van Dublin publiekelijk veroordeeld. Door haar betrokkenheid bij dit plan werd ze gearresteerd en beschuldigd van ontvoering, maar zij en de andere betrokkenen werden niet veroordeeld.
Nadat Montefiore zich al eerder had aangesloten bij de Britse Socialistische Partij werd ze in 1920 verkozen tot de provisorische raad van de opvolger van deze partij, de Communistische Partij van Groot-Brittannië. Hierdoor kon ze Australië niet meer in toen ze naar dit land wilde terugkeren omdat haar zoon in 1921 in militaire dienst was gesneuveld. Ze mocht het land weer in toen William Holman, premier van New South Wales en een kennis, de Australische regering ervan verzekerde dat ze geen communistische propaganda zou verspreiden. Gedurende haar tijd in Australië legde ze contacten binnen de Australische communistische beweging, waarna ze in Moskou de Australische Communistische Partij vertegenwoordigde in 1924.
In 1927 schreef ze haar autobiografie, getiteld From a Victorian to a Modern. Ze overleed in Hastings in 1933.